# Mobile Suit Gundam AGE
Mobile Suit Gundam AGE (機動戦士ガンダムAGE Kidō Senshi Gandamu Eiji?) es una serie animada de ciencia ficción producida por los estudios Sunrise  como la decimosegunda serie animada de la franquicia "Gundam".  La serie fue anunciada a través de la revista CoroCoro Comic de la editorial  Shogakukan en junio del 2011. La historia de la serie estuvo a cargo de Akihiro Hino, presidente de la compañía de vidojuegos  Level-5.
La serie esta ambienta en una era futurística donde la tierra es arrasada por una guerra interplanetaria cuya duración se extiende a 100 años.  La trama de esta serie gira en torno a tres protagonistas pertenecientes a la misma familia. Cada uno de ellos es el piloto de su propia versión del Gundam y luchan para defender a la tierra y sus colonias de una "raza" enemiga superior a la humana en términos tecnológicos.
La serie fue anunciada de forma oficial por Bandai en 13 de junio de 2011 en un evento especial durante la exposición Tokyo Toy Show 2011.  Gundam AGE fue estrenada el 9 Octubre, 2011 a través de las televisoras MBS y TBS de Japón. La serie contó con 49 episodios, con el último episodio emitiéndose el 23 de septiembre de 2012. El 26 de julio de 2013 fue publicada una compilación en formato OVA titulada Mobile Suit Gundam AGE: Memory of Eden. Esta se enfoca en Asemu Asuno, el segundo protagonista de la serie.

## Argumento
La historia de Gundam AGE está separada en tres arcos argumentales, cada una con un protagonista diferente.

### Flit Asuno (A.G 115)
En el Año 101 de la era A.G., unos seres misteriosos, conocidos en ese entonces como "UE" atacaron y destruyeron una colonia espacial llamada Ángel. Este brutal ataque pasa a ser conocido en la historia como "El Día en que el Ángel Cayó", y marca el inicio de "La Guerra de los Cien Años". La serie comienza en el año 108 de la era A.G. cuando los "UE" atacan la colonia espacial "Ovan", lugar donde Flitt Asuno y su madre han vivido después de haber escapado de la colonia Ángel antes de su destrucción. La madre de Flitt es mortalmente herida durante el ataque de los "UE", pero antes de morir ella le entrega a su hijo un objeto llamado "Dispositivo AGE", un aparato que contiene los planos de una poderosa arma del pasado: el antiguo mesías llamado "Gundam".
Flitt se pasa los próximos años de su vida estudiando ingeniería y diseñando al Gundam AGE-1 a partir de los planos contenidos en el "Dispositivo AGE". Siete años después, Flitt completa al Gundam AGE-1 Normal justo cuando los "UE" atacan la colonia espacial Nora, y hace uso de él para ayudar a la nave de combate "Diva" a evacuar a los ciudadanos de la colonia antes de que se destruya. Flitt quiere luchar contra los UE por haberle destruido su hogar dos veces y decide unirse al equipo de mobile suits de la nave "Diva" como piloto del Gundam.
Después de reunir información y tropas, la tripulación del Diva y sus aliados lanzan una exitosa ofensiva sobre la fortaleza secreta de los "UE" ubicada en el asteroide de Ambat. Es aquí cuando estos descubren que los "UE" son en realidad los descendientes de una misión humana enviada por la federación a colonizar Marte. Esta misión fracasó y la federación los dio a todos por muertos. Ahora estos han formado su propia nación en Marte. Esta nación se hace llamar "Vagan".

### Asemu Asuno (A.G 140-142)
Han pasado 25 años desde la Batalla de Ambat. La guerra entre la Federación de la Tierra y la nación de Vagan sigue acrecentándose sin llegar a algún entendimiento, pues la nación de Vagan ha rechazado todos los tratados de paz que la federación le ha propuesto. Flitt ya es un adulto, está casado, es padre de dos hijos y actualmente trabaja como comandante de las fuerzas de la federación destinadas a luchar contra Vagan. Flitt elige a su hijo Asemu para que lo reemplace como el piloto del Gundam y le entrega el "Dispositivo AGE" el día de su cumpleaños número 17. Los Vagan atacan la colonia, pero Asemu utiliza al Gundam AGE-1 defendiéndola exitosamente. Después de esto, Asemu se apunta en la academia militar justo como lo hizo su padre y se une a la tripulación de la nave Diva como piloto del muevo mobile suit sucesor del Gundam AGE-: El totalmente rediseñado Gundam AGE-2.
Bajo el mando de Flitt, las fuerzas federales detienen con éxito todos los intentos Vagan por invadir Tierra. Flit también logra exponer una conspiración a gran escala que involucra a varias autoridades federales que estaban en contubernio con los Vagans, produciéndose así un cambio drástico en la estructura de poder en la esfera terrestre. Diez años más tarde, justo después del nacimiento de su hijo Kio, Asemu sale a cumplir una última misión que termina con su desaparición, sin embargo, el Dispositivo AGE queda en manos de su hijo Kio.

### Kio Asuno (A.G 164)
Tiempo después de mantener a sus espías y agentes durmientes trabajando, la nación de Vagan lanza un ataque sorpresa que finalmente lleva el conflicto hacia la Tierra. Para contrarrestar la invasión, Flitt activa el nuevo Gundam AGE-3 y se lo entrega a su nieto Kio. Justo al igual que su padre y su abuelo, Kio se integra al escuadrón de mobile suits de la nave combate Diva para luchar contra los Vagans. Una vez ya en el espacio exterior, Flitt y Kio se encuentran con los Piratas Espaciales de Bisidia, y descubren, para su propia incredulidad que Asemu está vivo y trabajando para ellos, piloteando una versión modificada del Gundam AGE-2: el Gundam AGE-2 Dark Hound.
Asemu revela a la tripulación de la Diva que durante su misión descubrió una gigantesca base de datos militar llamada EXA-DB la cual contiene información y datos estratégicos que dependiendo de quién se adueñe de esta información podrá tener una ventaja importante en el conflicto armado sobre el bando contrario. Sin embargo los planes de recuperación de EXA-DB se frustran cuando Kio es capturado junto con su Gundam por los Vagans y es puesto bajo custodia por su líder, Fezarl Ezelcant. Poco después de que Kio fuera rescatado y pudiera regresar a la Tierra, su Mobile Suit es destruido en una batalla, siendo reconstruido posteriormente gracias al sistema AGE-Device en el Mobile Suit definitivo, el Gundam Age-FX.
Luchando juntos por primera vez, Flit, Asemu y Kio guían a un ejército combinado de tropas de la Federación Terrestre y Piratas de Bisidian los cuales consiguen recapturar una base Federal que los Vagan tenían bajo su control.
Después de que Asemu localice y destruya la EXA-DB para asegurarse que ninguno de los dos bandos pudiera adueñarse de ella, los Federales y los Vagans se enfrentan en un último combate cerca de la órbita de la Tierra. La batalla concluye cuando al ver que Flit, pretende destruir la colonia principal de los Vagans, Second Moon con un arma de destrucción masiva, Kio logra convencer a su abuelo para que deje de lado su rencor y odio hacia los Vagans y logré convencer a ambos bandos enfrentados para unirse y salvar la colonia. Tiempo después, los Vagans y la Federación unen sus esfuerzos para hacer de Marte un planeta habitable y Flit finalmente es recordado como el Salvador que unió a la humanidad hacia un futuro lleno de prosperidad y armonía.

## Producción

### Desarrollo
El desarrollo de Mobile Suit Gundam AGE empezó cuando Sunrise contrató a Akihiro Hino y a Level-5 para desarrollar un videojuego de Gundam. Hino estaba muy interesado en trabajar para la franquicia de Gundam, así que escribió historia para una serie de anime. Poco después, Bandai leyó un resumen de la trama que Hino escribió y eventualmente decidió crear una serie de anime basada en ella. El guion de Hino fue aprobado y el proyecto fue anunciado por primera vez en la revista CoroCoro Comic de la editorial Shogakukan.
Varios de los miembros del equipo de producción de Gundam AGE habían trabajado anteriormente en la serie Mobile Suit Gundam 00. Susumu Yamaguchi (director de Sgt Frog) fue el director de la serie. Michinori Chiba y Takuzō Nagano se encargaron del diseño de los personajes mientras Kanetake Ebikawa, Junya Ishigaki, y Kenji Teraoka se encargaron de diseñar a los robots.
El 20 de febrero de 2013 se anunció oficialmente un OVA, titulado Gundam AGE: Memories of Eden. el mismo es básicamente una recopilación de la segunda parte del anime enfocada en Asemu Asuno y su rival Zeheart Gallete.

### Estreno
Mobile Suit Gundam AGE fue estrenada el 9 de octubre de 2011 a través de las televisoras MBS y TBS de Japón transmitiéndose los Domingos a las 5:00 p.m en sustitución de Blue Exorcist.
Originalmente, la serie estaba prevista para tener un año y medio de duración, sin embargo durante la transmisión de la serie, la duración de la misma fue recortada a los 49 episodios finales, siendo junto con Mobile Suit Gundam y After War Gundam X la tercera serie Gundam en ser recortada en su duración.

### Música
La música de la serie fue compuesta por Kei Yoshikawa, famosa por haber compuesto piezas musicales de la serie de anime Basquash!.
Las canciones Asu e (明日へ 'Para Mañana'?) de Galileo Galilei y Kimi no Naka no Eiyū (君の中の英雄 'El héroe dentro de ti'?) de Minami Kuribayashi fueron utilizados como tema de apertura y clausura respectivamente, desde el episodio 1 hasta el 15. las canciones sharp# de NEGOTO y My World de SPYAIR fueron utilizadas como tema de apertura y clausura respectivamente, desde el episodio 16 hasta el 28. En ese mismo orden, las canciones REAL de ViViD y White Justice de Faylan fungieron como tema de apertura y clausura desde el episodio 29 al 39.  a partir del episodio 40 los temas de apertura y clausura fueron "Aurora" de Eir Aoi y "Forget-me-not ~Wasurenagusa~" de FLOWER.